# Гичибеков, Назир Камилович
Назир Камилович Гичибеков (род. 5 апреля 1995, Москва) — российский хоккеист, правый нападающий.

## Биография
С 2013 года выступал за клуб Химик (Воскресенск). За два сезона сыграл в 46 матчах и заработал 6 очков (4+2). В сезоне 2015/16 перебрался в клуб «Красноярские Рыси», где за один сезон заработал 28 очков (12+16).
Затем перешёл в клуб КХЛ «Адмирал». В этом клубе хоккеист находился два сезона.
В сезоне 2016—2017 сыграл 9 матчей в Азиатской хоккейной лиге за «Сахалин», где набрал 8 очков (3+5).
В августе 2017 года Гичибеков вместе с двумя другими нападающими клуба «Адмирал» Ильей Ивановым и Тиграном Манукяном был командирован в команду Высшей хоккейной лиги «Южный Урал». В ноябре 2017 года провёл два матча в составе этого клуба и набрал 3 очка (2+1).
В сезоне 2017—2018 состоялся дебют Гичибекова в КХЛ. Он сыграл свой первый матч в составе «Адмирала» 27 сентября 2017 года в гостях против рижского «Динамо». В том сезоне он сыграл в 19 матчах и забросил две шайбы. Дебютный гол забил 31 октября 2017 года в победной игре «Адмирала» против уфимского «Салават Юлаева».
20 декабря 2018 года дисциплинарный комитет КХЛ принял решение присвоить статус «Неограниченно свободный агент» хоккеистам Егору Антропову и Назиру Гичибекову в связи с расторжением контракта с «Адмиралом».
После разрыва контракта с «Адмиралом» сыграл три матча в ХК «Ермак».
С января 2019 года снова играл в клубе «Сахалин» в Азиатской хоккейной лиге.